# Sulfolipide

Structure d'un SQDG.

Un sulfolipide est un glycéride contenant un groupe fonctionnel à base de soufre. L'un des principaux constituants des sulfolipides est le sulfoquinovose, qui peut estérifier un diglycéride pour donner un sulfoquinovosyldiacylglycérol (SQDG). Les sulfolipides sont des intermédiaires importants du cycle du soufre chez les plantes.